# Stavgard (järnåldersgård)

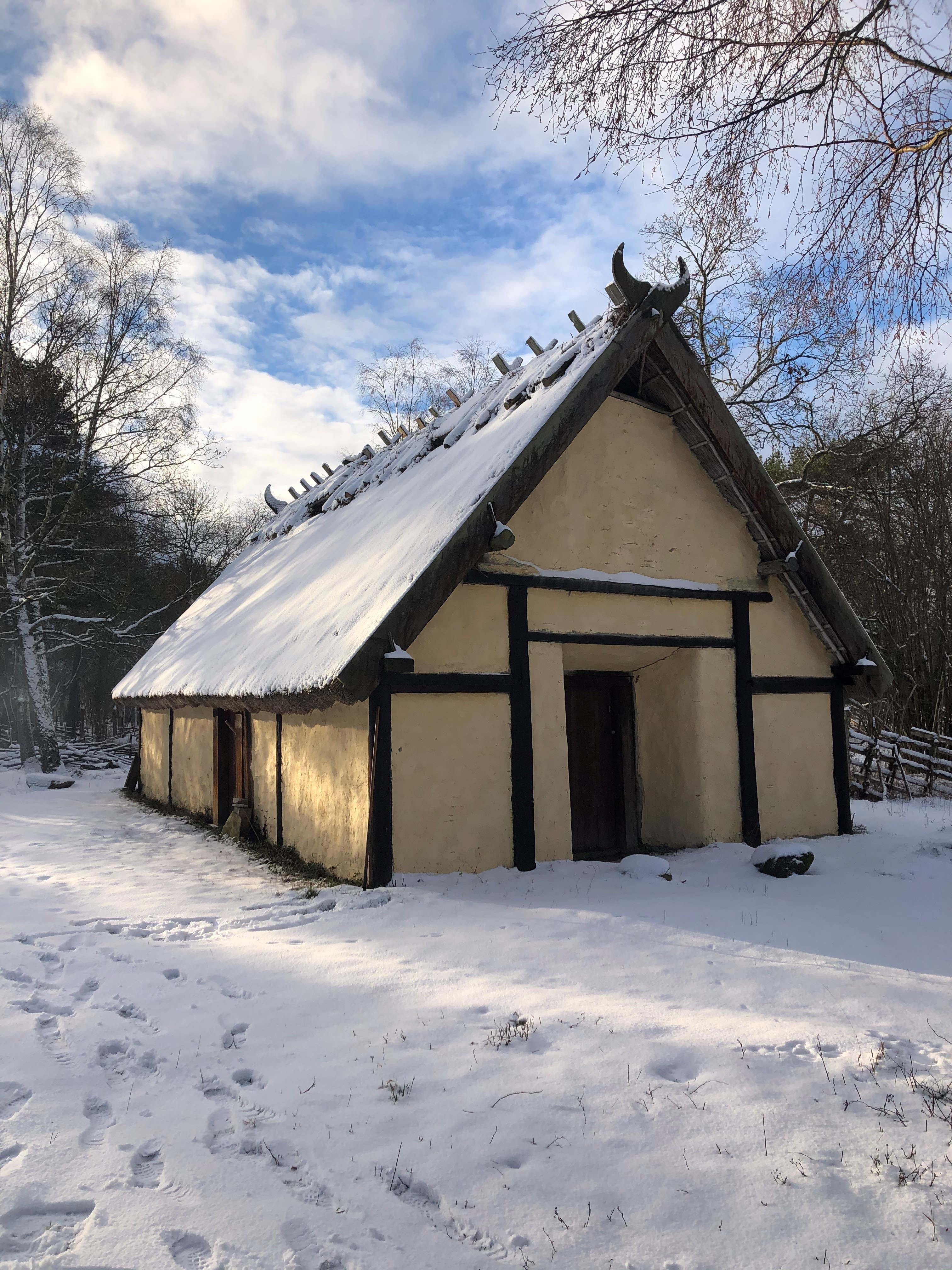
Rekonstruerade huset från Bandelundaviken, kallas för Bandelundahuset.

Stavgard är en rekonstruerad vikingagård och lägerskola belägen i fornlämningsområdet Stavgard nära havsviken Bandelunda i Burs socken på Gotlands östra kust. Verksamheten bedrivs av den ideella Föreningen Stavgard. Stavgard har fått sitt namn efter vikingahövdingen Store Stavar.  
På området finns många olika exempel på forntida hus. Långhuset i sten är ett rekonstruerat hus från Vallhagar. Vikingahuset som kallas Bandelundahuset är en rekonstruktion baserat från fynd ifrån Bandelundaviken. 
Under sommaren är vikingagården öppen för besökare. Då genomförs guidningar, besökare får pröva på olika typer av hantverk och gå på skattjakt.
Från gården utgår en omkring 3 kilometer lång vandringsled som leder till flera fasta fornlämningar i närområdet.

## Store Stavar

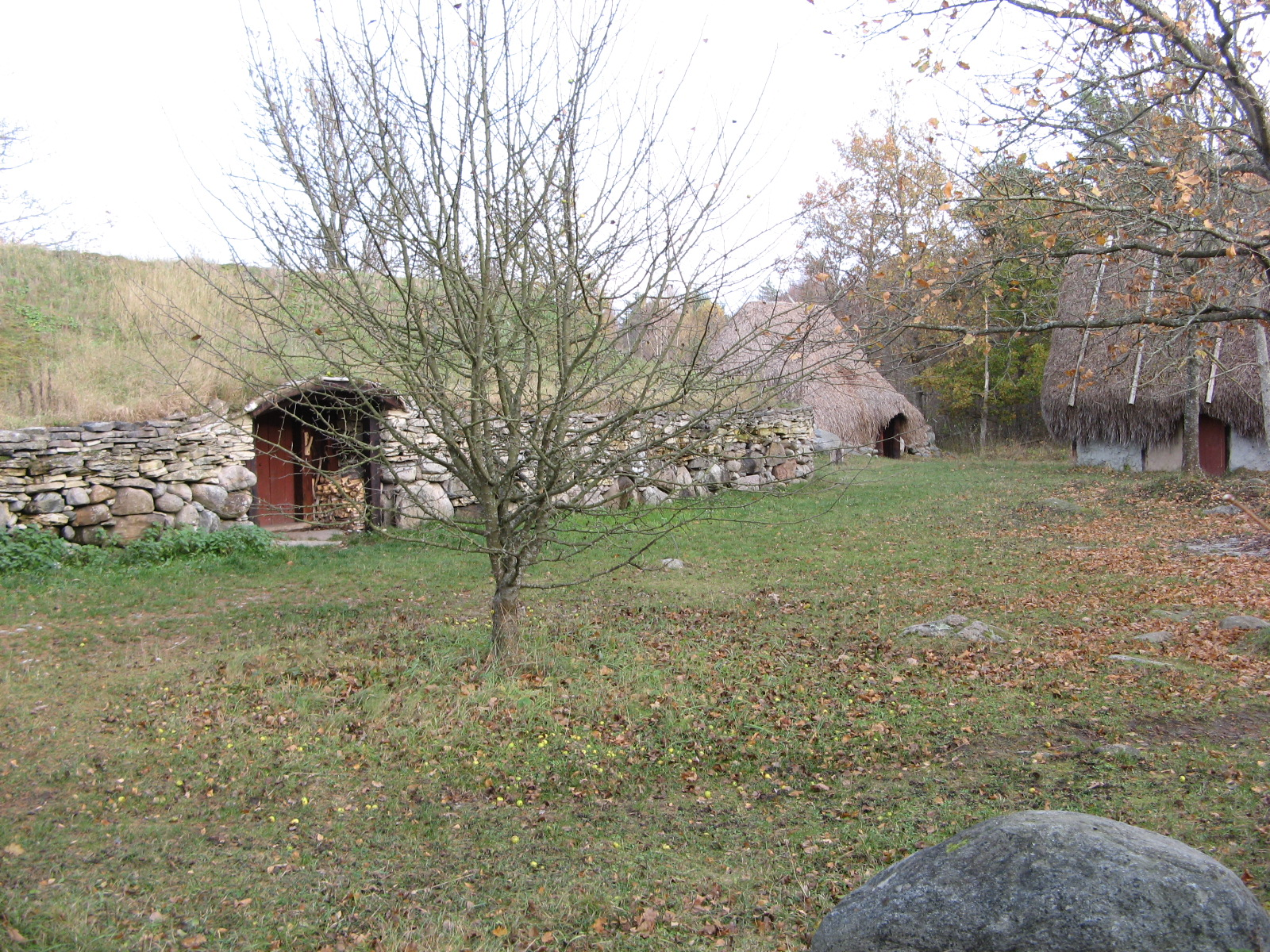
Långhus rekonstruerat från Vallhagar på Gotland. Övernattningshus med torvtak. I bakgrunden kokhus med agtak

I Burs socken har berättelsen om Store Stavar levt kvar i folkminnet. Det sägs att han var en vikingahövding som levde i hamnen i Bandelundaviken. Store Stavar var känd för sina enorma rikedomar som han fick genom slavhandel och plundringar. Man skrämde barn om de var olydiga genom att säga "När Vagnar, Glävar och Stavar farar österut och säljer slavar kan de ta dig med - om du inte är snäll"
Store Stavar blev angripen av norrmän som var ute efter hans skatter. I striden stupade alla gotlänningar och därmed också hemligheten om vad Stavars skatt fanns. Efter Stavars död har berättelsen om honom levt kvar i Burs och på Gotland. Människor har letat efter Stavars skatter och berättat berättelser om honom. 
En av berättelserna är den om Häffindsbonden Göran Häffinds som hösten 1820 var på väg hem från ett dop och då träffade på Store Stavars vålnad. Vålnaden erbjöd Göran sin skatt, men Göran ville inte ta emot den. Efter en hetsig diskussion kom de överens om att Görans barnbarns barnbarn skulle få skatten istället. Som bevis för att Göran träffat Stavar fick han två mynt. När Göran kom hem berättade han för familjen om sitt äventyr. Ingen trodde på honom, men mynten gjorde att familjen till slut trodde på honom. 

## Lägerskoleverksamheten
En skolklass ifrån Högbyskolans högstadium genomförde en exkursion vid Bandelundaviken 1975. Lärare var P-G Werkelin och Harriet Löwenhjelm. Några av eleverna hittade under dagen silvermynt. Vid närmare undersökning visade det sig att det fanns en skatt i ett kaninhål bestående av arabiska silvermynt ifrån 900-talet. Det var då den största silverskatt som hittats på Gotland och väckte stor uppståndelse. I området i Burs socken har berättats om vikingahövdingen Store Stavar.  
Klassen belönades med hittelön. För den åkte de till en forntidsby i Lejre i Danmark. Lärarna blev inspirerade av den verksamhet som fanns i Lejre och beslöt att bygga en lägerskola tillsammans med elever. Lägerskolan har sedan den startade försökt ge skolbarn kunskap om hur livet på järnåldern och vikingatiden kunde se ut. Skolbarn besöker Stavgard under maj-juni och augusti-september. Under lägerskoledagen lär sig barnen att laga mat och olika typer av hantverk. Mottot för verksamheten är att göra - lära - förstå.

## Beowulf
Beowulf är ett hjälteepos som utspelar sig under folkvandringstiden, och i sagan finns flera händelser och personer beskrivna som faktiskt har existerat på 500-talet e.Kr. Den är skriven på fornengelska och den enda bevarade handskriften är daterad mellan 975 och 1025. Professor emeritus i arkeologi Bo Gräslund gav 2018 ut boken Beowulfkvädet - Den nordiska bakgrunden,som argumenterar för att sagan bygger på muntliga berättelser från Norden. Han föreslår också att sagans Beowulf är baserad på en verklig person som skulle komma från området vid Stavgard. Dessa tolkningar är svagt förankrade i forskning.

## Galleri

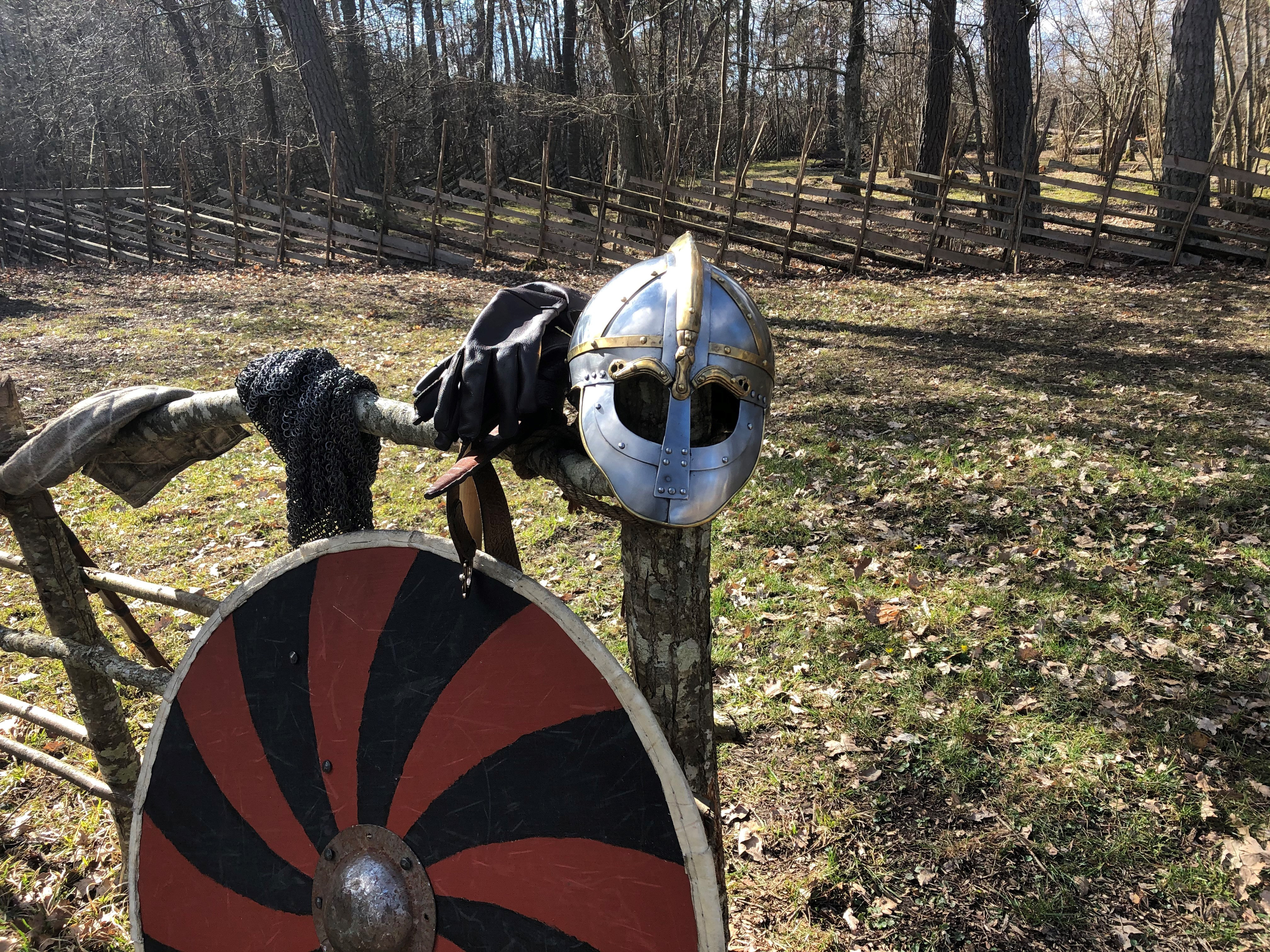
Replika hjälm på Valsgärdefyndet, daterat till 700-talet. Används vid träning och uppvisning
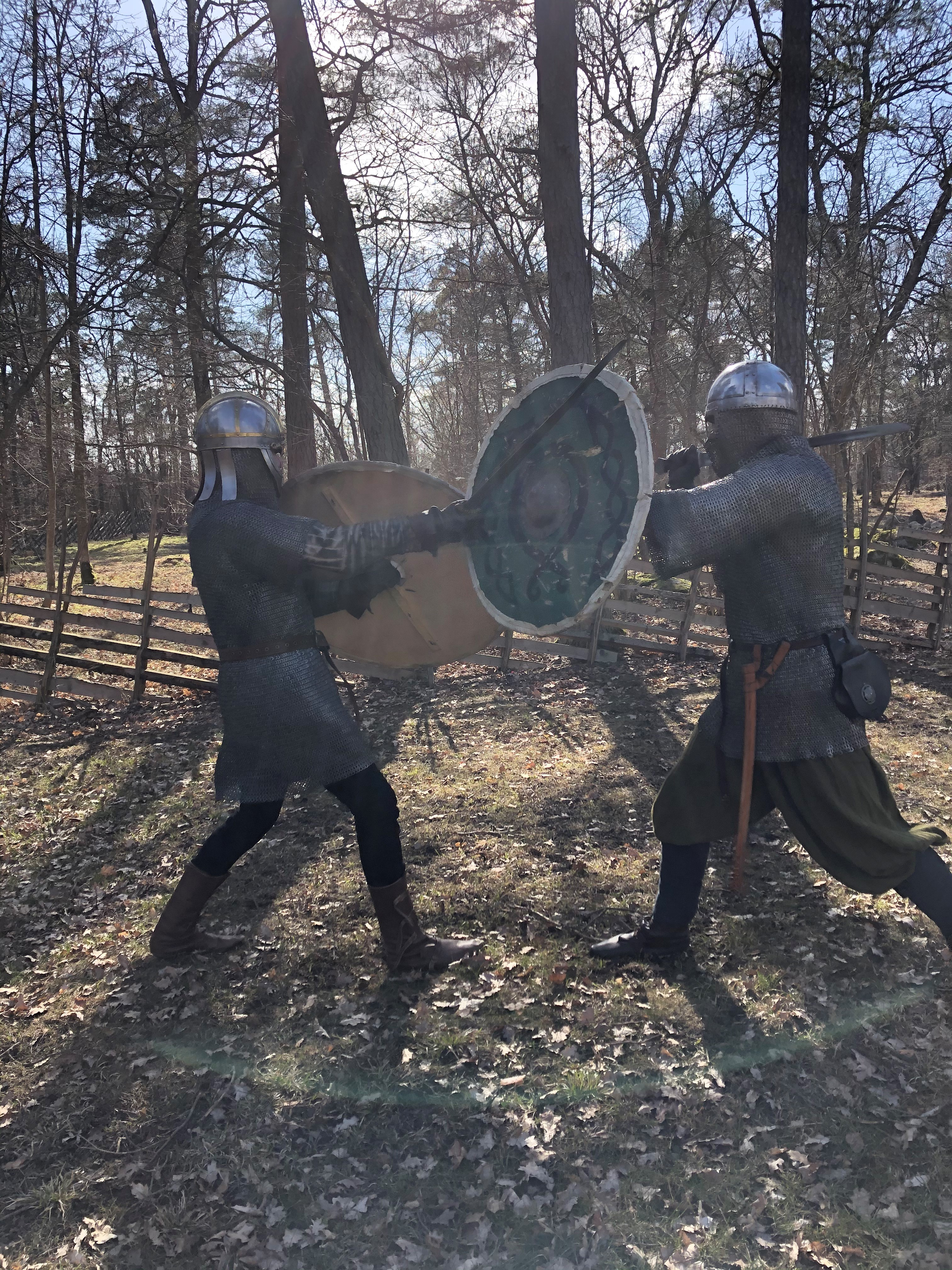
Uppvisning hur det kunde se ut i en närkamp.
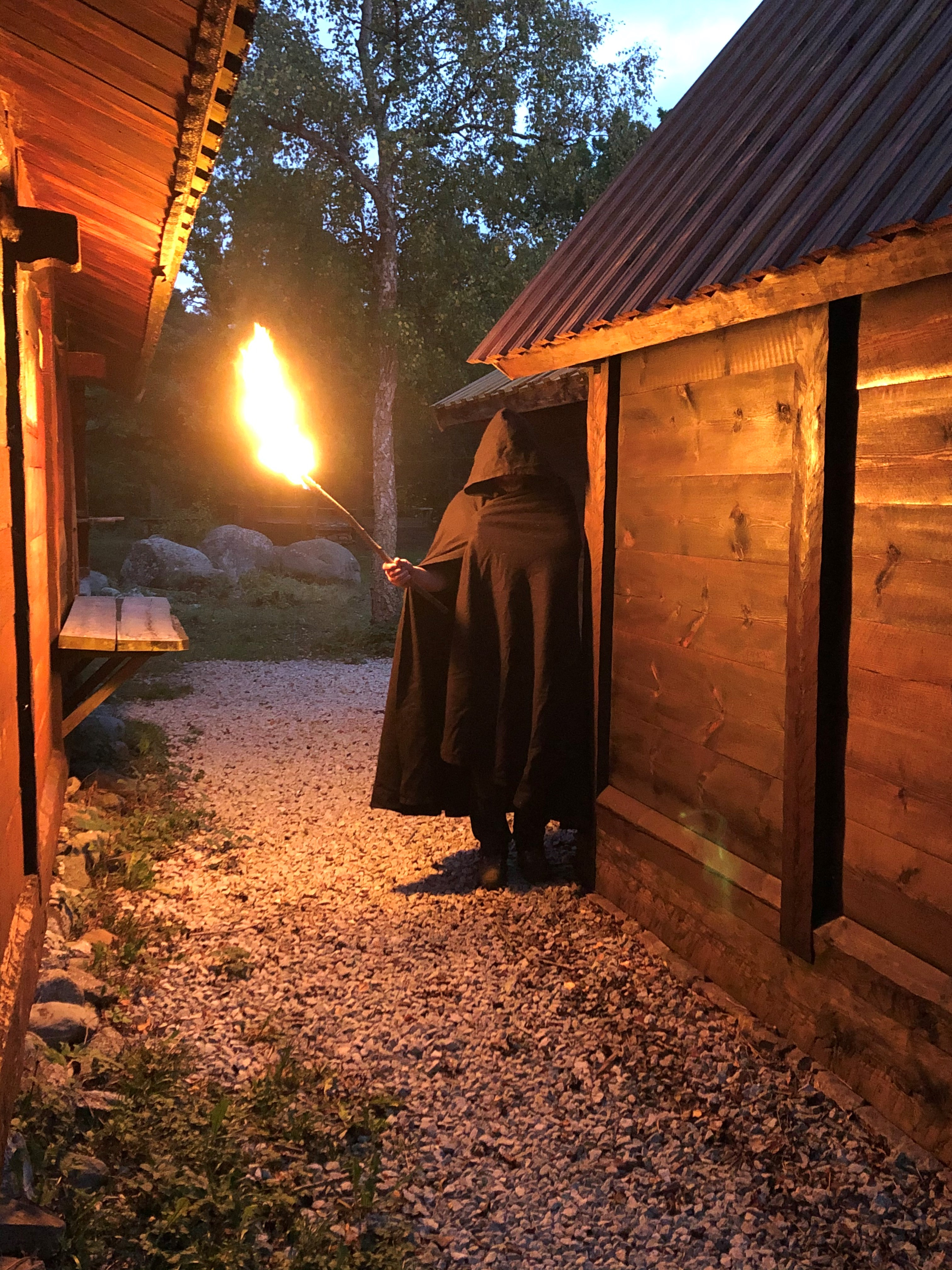
Väsenvandring - att möta gotländska väsen i natten.